# 応急処置
応急処置（おうきゅうしょち、英語: first aid）とは負傷や病気などに対してのさしあたっての手当てを指す。厳密にいえば応急処置は救急隊員が行う行為と定義されているため、一般市民（バイスタンダー）が行うものは応急手当（おうきゅうてあて）と呼ぶことになっている。

意識障害の患者と昏睡体位

## 概要
広義では、応急処置（手当）に止血法＋心肺蘇生法も含まれるが、止血法＋心肺蘇生法に関しては現在は救命処置（手当）と呼んで、より緊急性が高いため応急処置とは区別されている。
なお、応急手当・救命手当は怪我や病気を治療する行為（医療行為）ではない。あくまでも、怪我人や病人を医師等に引き渡すまでの間に症状を悪化させないための一時的な措置であることに注意しなければならない。
応急手当・救命手当は、医療行為とは異なり、公的資格や救急法講習修了証の有無等は関係なく、人間として誰もが知っておかなければならない基本的な知識・技術と言える。しかし日本では一般市民への応急手当・救命手当の普及教育が遅れているため、いまだに「下手に手出しをするな」という風潮が強く存在する。これは手を出した時点で、刑法上の「保護責任者」とされる事も原因となっている（遺棄罪を参照）。 ただし、応急手当・救命手当に関しては後述の「善きサマリア人の法」に相当する免責規定が日本の民法上にも存在するので、行うことに躊躇すべきではないとの意見が強い。
特に呼吸停止・循環停止は年単位で不可逆的な脳損傷を起し、救急隊員到着を待っていては手遅れになることが多い。そのため心肺停止者には躊躇することなく胸骨圧迫と人工呼吸（必要があればAEDの使用もあわせて）を実施する必要がある。

## 基本的な心得
応急処置で重要なことは、二次災害を防ぐことと、人命救助の勇気を持つことである。自身の安全を確保した後、勇気を持って積極的に対処する必要がある。

### なるべく一人では対処しない！
近くにいる人間に負傷者が居ることを必ず知らせる必要がある。もし、医師・看護師などの有資格者がいれば、より的確な対応が可能となる。どうしても周囲に誰もいなければ、自身が対処することとなる。
ただし、「川で人がおぼれている」などといった状況では、自身が川に入りその人を助けようと試みるのは（見た目は非常に勇気ある行為であり格好良いが）あまり望ましいとは言えない。多くの場合では、救助者も救助を求める側になってしまい、状況がより悪化するためである（仮に1人が川でおぼれていれば、1人にレスキュー隊などの救助の手が100％行き渡るが、2人が川でおぼれてしまえば、単純計算で1人に対しての救助の手が50％になってしまう）。最悪な場合、2人とも命を落とすということもありえる。このような状況では、まず119番通報し、もしあれば浮き具の代わりとなる物を投げ渡すといった行為をするだけで十分である。自分を危険に晒してはならない。

### 不用意に負傷者に近づかない
負傷者の発生した原因が明確でない状態で接近してはならない。有毒ガス中毒・酸欠・感電などであれば、負傷者に接近・接触しただけで発見者も被害を受ける可能性があり、二次災害となる。周辺の状況を確認し、自身の安全をまず確保する必要がある。交通事故などの場合、道路上に倒れている負傷者を移動させるにも危険がある場合がある。また、移動させるべきかどうかも判断が必要である。頚椎を保護して移動させたりするには知識も機材も必要になる。車に閉じ込められている場合、炎上の危険も考えなければならない。
また、状況は時間を追うごとに変化する。そのため、対処中にも周囲の状況変化に注意を払う必要がある。

### 消防への通報
消防本部へ119番通報して現場の状況を的確に連絡し、可能な応急手当・救命手当について指示・助言を得る（受ける担当者も消防吏員である。全く心得のない小学生が、受付係の指示に従って父親に蘇生法を施し救った実例がある）。四囲（周囲）の状況から可能なことと不可能なことがあり、落ち着いて対応する為にも速やかに連絡を取る必要がある。

### 救命講習の受講

#### 公的講習
病院や消防本部・消防署の多くでは、応急・救命手当の方法に関する講習会（救命講習　半日掛ける「普通」レベルと一日掛ける「上級」があるが、上級講習を行う機関は少ない）を開催している。心配なく応急処置を行うためにも、これらの講習を受講しておきたい。
一般の人でも「応急手当普及員」の認定を取得すれば、認定を受けた消防本部の管轄地域内で普通救命講習の指導ができる。そのため、救急隊員による講習だけでは追いつかないとされる現状では一般の人による取得が奨励されている。なお、修了証は管轄地域の消防長が発行したものを交付する。
また日本赤十字社が主催する赤十字救急法救急員講習を受講しておくことも万が一の際に応急手当を行うのに有用であると考えられる。赤十字救急法救急員養成講習では、急病や事故、災害時等を想定した応急手当・救命手当を幅広く学べる。

#### 民間講習
日本国内での民間講習はあまり多くはないが、アメリカ心臓協会（American Heart Association、AHA）メディックファーストエイド（MFA）や、エマージェンシーファーストレスポンス（EFR）など、アメリカに設置母体をおく民間救急法普及団体の講習会が開催されている。

### 人命を救う勇気を持つ
心臓や呼吸が停止している場合、そのまま放置しておくと間違いなく死亡する。救急車が到着するまでに何らかの応急処置を施すだけで、傷病者の生存率は極めて高くなる。
心停止の人に胸部圧迫（心臓マッサージ）を行うと胸部の骨を折ってしまうことがあるが、骨を折ることを恐れて胸部圧迫をしなければ患者の命は失われ、二度と戻らない。一方、命が助かれば、骨が折れていてもそれは時間が経てば治癒し、骨が折れる前の状態に戻ることが可能である。この場合、後者の方が望ましいのは言うまでもない。
自身の安全が確保・確認されれば、人の命を救う勇気を持って、躊躇せずに救命手当を実施することが必要不可欠である。講習実施各機関でも「修了者は自信を持って事に当たって欲しい」と呼びかけている。
仮に救命手当を施して、蘇生後に何らかの身体傷害が残ったとしても、善意に基づくものであれば、日本では、民事上も刑事上も免責されるとするのが法学者の通説（緊急避難行為）であり、警察庁や総務省消防庁、厚生労働省、日本医師会、日本赤十字社などが共同で編纂した『救急蘇生法の指針』においても免責がはっきりと謳われている（具体的には刑法37条や民法698条などが根拠となる）。実際、日本でも救命手当てをした人が処罰されたことはない。
多くの欧米諸国では、応急処置に伴う免責を規定する「善きサマリア人の法」（英: good Samaritan law）と呼ばれる法令が整備されており、積極的な応急処置の推進の一助となっている。

## 参考・関連文献
- 改訂版･応急手当講習テキスト(東京法令出版)
- AED追補版･応急手当講習テキスト(東京法令出版)
- 改訂3版･救急蘇生法の指針・市民用(へるす出版、2006年)
- 改訂3版･救急蘇生法の指針・市民用解説編(へるす出版、2006年)
- 救急法講習教本(日本赤十字社、平成15年)
- 知っていれば安心です ―AEDの使用に関する救急法―(日本赤十字社、平成17年)
- 赤十字救急法基礎講習教本(日本赤十字社、平成19年)
- 赤十字救急法講習教本(日本赤十字社、平成19年)
- 救急法教本(国際救急法研究所、1997年)
- 救急安全教本 四訂版（大修館書店、2007年）
- 警備員指導教育責任者講習教本Ⅰ　基本編(社団法人全国警備業協会、平成17年)
- 警備員必携(社団法人全国警備業協会、平成17年)
- MEDIC FIRST AID ベーシックプラス・受講生ガイド（MEDIC FIRST AID Japan、2007年）